# Delaney River
Der Delaney River ist ein Fluss im Norden des australischen Bundesstaates Queensland.

## Geographie

### Flusslauf
Der Fluss entspringt bei The Springs westlich der Newcastle Range in den Atherton Tablelands, die zur Great Dividing Range zählen. Von dort fließt er nach Norden, entlang der Forsayth Road von Einasleigh über Forsayth nach Georgetown. Am südlichen Stadtrand von Georgetown mündet er in den Etheridge River.

### Nebenflüsse mit Mündungshöhen
- Four Mile Creek – 358 m
- Pandanus Creek – 328 m
- Talbot Creek – 324 m
- Marchioness Creek – 314 m[1]